# Secundus de Tigisi
Secundus de Tigisis (fl. 310) était un clerc de l'église primitive et primat  de Numidie. Il fut l'un des principaux organisateurs du premier mouvement donatiste à Carthage.

## Biographie

### Vie privée
On sait peu de choses sur la vie personnelle de Secundus. Il vécut en Numidie pendant la persécution de Dioclétien et fut évêque de Tigisis. Plus tard dans la vie, Secundus fut reconnu coupable par un tribunal romain d'être un traditeur et un voleur, mais il est possible que ce verdict ait été motivé par le soutien de Secundus au schisme donatiste.
Il est mentionné dans la Notitia Provinciarum et Civitatum Africae.

### Concile de Cirta (305)
Le concile de Cirta se tint au printemps de l'an 305 pour élire un nouvel évêque. Les évêques présents comprenaient Secundus de Tigisi, Donatus de Mascula, Marinus d'Aquae Tibilitanae, Donutus de Calama, Purpurius de Limata, Victor de Garbis, Felix de Rotarium, Nabor de Centurio, Silvanus et Secundus le jeune. Toutes les personnes présentes furent accusées de crimes, notamment de vol, de destruction de livres et d'avoir brulé de l'encens en offrande aux dieux païens. Secundus fut élu primat du conseil, mais non sans controverse. Secundus était connu pour être opposé à la consécration des traditeurs, ou évêques qui avaient remis les Écritures aux Romains pendant la persécution de Dioclétien. Au début du concile, Secundus demanda aux personnes rassemblées si elles avaient été des traditeurs. Presque tout d'un coup, ils avouèrent leur culpabilité. Un évêque, Purpurius de Limata, accusa Secundus d'avoir capitulé pendant la persécution,. Secundus le nia, et Purpurius refusa de retirer son accusation. Secundus accusa Purpurius de meurtre, ce que Purpurius admit mais se défendit par l'accusation que Secundus avait été un traditeur. Après un long débat, le Concile mit de côté la question des traditeurs et nomma Silvanus, un traditeur avoué, comme évêque de Cirta.
À la suite du Concile, Mensurius, l'évêque de Carthage, écrivit à Secundus pour expliquer ses actions pendant la persécution, affirmant qu'il n'avait remis que des œuvres hérétiques. Mensurius expliqua qu'il avait emporté les textes canoniques de l'église dans sa propre maison et les avait remplacés par des écrits hérétiques. Lorsque les autorités se rendirent à l'église, Mensurius affirma qu'il leur avait donné les textes hérétiques plutôt que les vrais. Même si les fonctionnaires en demandaient davantage, le proconsul de la province refusa de perquisitionner le domicile de l'évêque. Secundus répondit sans blâmer directement Mensurius, mais ostensiblement loua les martyrs de sa propre province qui avaient été torturés et mis à mort pour avoir refusé de remettre les Écritures, et mentionna qu'il avait lui-même répondu aux fonctionnaires qui lui avaient demandé les Écritures : « Je suis un chrétien et un évêque, pas un traditeur."

### Controverse donatiste
L' évêque de Carthage, Mensurius, mourut en 311. Caecilianus, un diacre sous Mensurius et un traditeur, fut nommé comme son successeur et consacré par Félix d'Aptungi . Secundus était opposé à l'élection d'un traditeur comme évêque et présidait le Conseil rival des 70 qui élit Majorinus à la place. En 315, Majorinus meurt et est remplacé par Donatus Magnus, qui sera évêque de Carthage pendant quarante ans,.
Ceux qui soutinrent Donatus plutôt que Caecilianus comme évêque de Carthage devinrent rapidement connus sous le nom de Donatistes. Les donatistes soutenaient que Caecilianus et son prédécesseur, Mensurius, avaient été des traditeurs et que les sacrements qu'ils administraient étaient donc invalides. Les donatistes firent appel à l'empereur Constantin, qui demanda au pape Miltiade de superviser une audition avec trois évêques neutres. Le Pape tint une audience, mais convoqua seize évêques supplémentaires qui s'opposèrent tous aux donatistes. Cecilianus  et Donatus comparurent tous deux avec une délégation de onze évêques chacun. La décision du tribunal favorisa Cecilianus, obligeant Donatus à faire appel à l'Empereur une seconde fois. Constantin convoqua le synode d'Arles, qui condamna également le donatisme. Donatus et Secundus refusèrent de se rétracter, et le donatisme continua d'être populaire parmi les Berbères d'Afrique du Nord jusqu'à l'arrivée de l'Islam .

## Bilan
Secundus a été décrit comme ayant un zèle intempérant. Il croyait certainement au Rigorisme, ou à l'idée qu'en temps de crise il n'y a de voie morale que celle soutenue par l'Église. Son intransigeance dans cette croyance, ainsi que celle de Donatus, sont souvent citées comme une cause principale du schisme, puisque ni l'un ni l'autre n'aurait accepté un candidat plus modéré à l'évêque s'il avait été proposé par Mensurius.
L'une des difficultés avec l'évaluation de Secundus est que nous n'avons pratiquement aucun écrit des factions rigoristes elles-mêmes et que nous ne pouvons que faire des présomptions à partir de ce que leurs ennemis (écrivant souvent des décennies plus tard) disent à leur sujet. Il est également difficile de déterminer, de ce point de vue, dans quelle mesure les différentes audiences des juridictions civiles ont été transparentes et impartiales .